# خشت (ورق)
خِشت (♦) یکی از چهار خال موجود در ورق‌های بازی است.
این نماد نخستین بار در ورق‌های بازی فرانسوی ساخته‌شده در روئن و لیون در سدهٔ پانزدهم میلادی استفاده شد.
این زمانی بود که ورق‌های بازی با استفاده از چوب‌کاری تولید انبوه شدند.

## کدهای نمادها
یونیکد —U+2666 and U+2662: 
♦ ♢
اچ‌تی‌ام‌ال — &#9830; (or &diams;) and &#9826;:
♦ ♢

## نمونه کارت‌ها

تک‌خال
۲
۳
۴
۵
۶
۷
۸
۹
۱۰
سرباز
بی‌بی
شاه